# ECHL 1988/89
Die Saison 1988/89 war die erste reguläre Saison der East Coast Hockey League (ECHL). Die fünf Teams absolvierten in der regulären Saison je 60 Begegnungen. Die ECHL spielte vorerst nur in einer Division. Das punktbeste Team der regulären Saison waren die Erie Panthers, während die Carolina Thunderbirds in den Playoffs ihren ersten und einzigen Riley Cup gewannen.

## Reguläre Saison

### Abschlusstabellen
Abkürzungen: GP = Spiele, W = Siege, L = Niederlagen, T = Unentschieden, OTL = Niederlage nach Overtime, GF = Erzielte Tore, GA = Gegentore, Pts = Punkte
| East Coast Hockey League | GP | W  | L  | OTL | GF  | GA  | Pts |
| ------------------------ | -- | -- | -- | --- | --- | --- | --- |
| Erie Panthers            | 60 | 37 | 20 | 3   | 327 | 256 | 77  |
| Johnstown Chiefs         | 60 | 32 | 22 | 6   | 295 | 251 | 70  |
| Knoxville Cherokees      | 60 | 32 | 27 | 1   | 266 | 286 | 65  |
| Carolina Thunderbirds    | 60 | 27 | 32 | 1   | 266 | 329 | 55  |
| Virginia Lancers         | 60 | 22 | 30 | 8   | 266 | 298 | 52  |

## Riley-Cup-Playoffs
|  | Riley-Cup-Halbfinale | Riley-Cup-Halbfinale  | Riley-Cup-Halbfinale |  |  | Riley-Cup-Finale | Riley-Cup-Finale      | Riley-Cup-Finale |
|  |                      |                       |                      |  |  |                  |                       |                  |
|  |                      |                       |                      |  |  |                  |                       |                  |
|  | 1                    | Erie Panthers         | 0                    |  |  |                  |                       |                  |
|  | 4                    | Carolina Thunderbirds | 4                    |  |  |                  |                       |                  |
|  |                      |                       |                      |  |  | 4                | Carolina Thunderbirds | 4                |
|  |                      |                       |                      |  |  | 2                | Johnstown Chiefs      | 3                |
|  | 3                    | Knoxville Cherokees   | 0                    |  |  |                  |                       |                  |
|  | 2                    | Johnstown Chiefs      | 4                    |  |  |                  |                       |                  |
|  |                      |                       |                      |  |  |                  |                       |                  |

### Riley-Cup-Sieger
| Riley-Cup-Sieger Carolina Thunderbirds | Scott Allen, John Devereaux, Jay Fraser, Jeff Greene, Bill Huard, Randy Irving, Michel Lanouette, Rick McCarthy, Blair McReynolds, Steve Plaskon, Scott Rettew, E. J. Sauer, John Torchetti, Nick Vitucci, Bob Wensley, Gary Willett Trainer: Brendan Watson |

## Vergebene Trophäen
| Auszeichnung                                                        | Spieler               | Team                  |
| ------------------------------------------------------------------- | --------------------- | --------------------- |
| ECHL Coach of the Year Bester Trainer                               | Ron Hansis            | Erie Panthers         |
| ECHL Most Valuable Player Bester Spieler der regulären Saison       | Daryl Harpe           | Erie Panthers         |
| Riley Cup Playoffs Most Valuable Player Bester Spieler der Playoffs | Nick Vitucci          | Carolina Thunderbirds |
| ECHL Rookie of the Year Bester Rookie der regulären Saison          | Tom Sasso             | Johnstown Chiefs      |
| ECHL Defenseman of the Year Bester Verteidiger der regulären Saison | Kelly Szautner        | Erie Panthers         |
| ECHL Leading Scorer Bester Scorer der regulären Saison              | Daryl Harpe           | Erie Panthers         |
| Riley Cup Gewinner der ECHL-Playoffs                                | Carolina Thunderbirds | Carolina Thunderbirds |
| Henry Brabham Cup Bestes Team der regulären Saison                  | Erie Panthers         | Erie Panthers         |